# Athalia bicolor
Athalia bicolor är en stekelart som beskrevs av Audinet-serville 1823. Athalia bicolor ingår i släktet Athalia, och familjen bladsteklar. Det är osäkert om arten förekommer i Sverige.